# Cordusio (métro de Milan)
Cordusio est une station de la ligne 1 du métro de Milan, située piazza Cordusio.